# Marian Chudy
Marian Henryk Chudy (ur. 20 stycznia 1924 w Bitkowie, zm. 29 stycznia 2012 w Poznaniu) – polski działacz turystyczny, absolwent Szkoły Oficerów Pożarnictwa w Łodzi, Szkoły Oficerskiej w Warszawie, Akademii Wychowania Fizycznego im. E. Piaseckiego w Poznaniu.

## Życiorys
Syn Jana Chudego, pracownika przedsiębiorstwa eksploatującego złoża ropy naftowej, i Wiktorii zd. Mazurek. Członkiem Polskiego Towarzystwa Turystyczno-Krajoznawczego został 1 października 1957. W początkach swojej działalności aktywnie realizował program wypoczynkowo-rekreacyjny dla załogi i jej rodzin Poznańskiego Przedsiębiorstwa Robót Drogowych. W 1961 rozpoczął długoletni cykl wycieczek górskich, kajakowych i nizinnych, w kraju i poza granicami Polski. Zorganizował i poprowadził około 100 obozów turystycznych. Był inicjatorem i organizatorem Ogólnozakładowego Rajdu Górskiego (1964–1973). Jeden z inicjatorów powołania Koła Zakładowego PTTK przy PPRD (1957). Pełnił w nim funkcję przewodniczącego Komisji Rewizyjnej (1957–1962), członka zarządu, wiceprezesa i sekretarza (1963–1978). Od 1970 był m.in. organizatorem i realizatorem corocznych wypraw na szlakach Europy.
W 1965 podjął działalność w Oddziale Poznańskim PTTK. Przewodniczący (1965–1968) i wiceprzewodniczący Okręgowej Komisji Turystyki Górskiej (od 1968). W latach 1968–1992 współdziałał w rozwijaniu turystyki górskiej na terenie miasta Poznania. Jako członek Komisji Turystyki Górskiej przy Zarządzie Wojewódzkim PTTK w Poznaniu (1965–1974) brał udział w procesie szkolenia nowych adeptów na przodowników turystyki górskiej. Jeden z inicjatorów (1970) powołania do życia Klubu Górskiego „Grań” i członek jego Zarządu (1970–83). Był inicjatorem i współrealizatorem Wielkopolskiego Indywidualnego Rajdu Górskiego (1969–1990). Jego staraniem powołano do życia Terenowy Referat GOT przy Oddziale Poznańskim PTTK (1974).
Wiceprezes (1968–1970) i prezes (1970–1992) Oddziału Poznańskiego PTTK. Na XVI Walnym Zjeździe Delegatów Oddziału Poznańskiego otrzymał godność Honorowego Prezesa Oddziału Poznańskiego PTTK. Nadal pozostał członkiem Zarządu Oddziału. W 1997 ponownie objął funkcję prezesa oddziału.
Przez szereg lat był członkiem Zarządu Wojewódzkiego PTTK w Poznaniu. Członek Prezydium (1969–1981), członek Zarządu Wojewódzkiego PTTK (1985–1991), przewodniczący Komisji Historii i Tradycji przy ZW PTTK (1978–1991). Jako wiceprzewodniczący Komisji Odznaczeń przy Zarządzie Wojewódzkim PTTK (1972–1991) stworzył dokumentację komisji w postaci scalonych druków. Członek kolegium redakcyjnego „Wielkopolski” (1984–1991) i autor licznych artykułów.
Był głównym inicjatorem powołania regionalnej organizacji w Wielkopolsce. 17 grudnia 1992 został prezesem Wielkopolskiej Korporacji Oddziałów PTTK. Założyciel organu Wielkopolskiej Korporacji Oddziałów PTTK „Znad Warty”, w którym publikując swe artykuły, dokumentował życie towarzystwa. Autor artykułów w „Kronice Wielkopolskiej”, redaktor „Turysty Poznańskiego” wydawanego przez Oddział Poznański PTTK.
Inicjator zorganizowania sesji poświęconej 100. rocznicy śmierci Kazimierza Kantaka (1986). W 1987 zainicjował ufundowanie przez kilka Oddziałów PTTK sztandaru organizacyjnego dla Zarządu Wojewódzkiego PTTK, a także tablicy pamiątkowej i medalu Franciszka Jaśkowiaka – znaczącego odznaczenia dla działaczy PTTK w Wielkopolsce.
Jako zaangażowany działacz brał bardzo wcześnie udział w pracach władz centralnych towarzystwa. Na X Krajowym Zjeździe Delegatów PTTK został wybrany w skład Głównej Komisji Rewizyjnej PTTK (1981). Współpracował bezpośrednio z komisjami Zarządu Głównego: działalności podwodnej, żeglarskiej, a także przewodnickiej (1981-1993). Od XIII Walnego Zjazdu PTTK członek Prezydium Głównej Komisji Rewizyjnej PTTK.
Był członkiem Komisji Historii i Tradycji Zarządu Głównego PTTK (1982–1993). Brał udział w tworzeniu planów wydawniczych, dokumentowania historii, lecz także tworzył dokumentację poprzez kwerendę wydawnictw mówiących o tradycjach i historii towarzystwa na terenie Wielkopolski. Skatalogował ponad 150 prac magisterskich i rozpraw doktorskich napisanych w latach 1945–1985 na AWF w Poznaniu.
Uczestniczył w pracach Komisji turystyki Górskiej Zarządu Głównego PTTK w Krakowie, był członkiem Podkomisji Jakości Sprzętu Turystycznego (1973-1976) i Podkomisji Klubów Górskich (1972–1975) KTG ZG PTTK.
Posiadał uprawnienia przewodnika miejskiego w Poznaniu (1957), przodownika turystyki górskiej na wszystkie grupy górskie w Polsce i na Słowacji (1965), przodownika turystyki pieszej (1967), strażnika ochrony przyrody.
Równolegle działał w innych organizacjach społecznych. Był przez 21 lat prezesem Zakładowego Ogniska TKKF nr 68 „Drogowiec” przy PPRD, członkiem Plenum Komitetu Wojewódzkiego TKKF w Poznaniu (1968–1978). Pracował też w składzie Komisji Kwalifikacyjnej i Egzaminacyjnej ds. Przewodników przy Wydziale Kultury Fizycznej i Turystyki Urzędu Wojewódzkiego w Poznaniu (1980-1986).
Na XIII Krajowym Zjeździe PTTK 26 lutego 1993 otrzymał godność Członka Honorowego Polskiego Towarzystwa Turystyczno-Krajoznawczego.

## Odznaczenia i wyróżnienia
- Krzyż Oficerski Orderu Odrodzenia Polski
- Krzyż Kawalerski Orderu Odrodzenia Polski
- Złoty Krzyż Zasługi
- Srebrny Krzyż Zasługi
- Brązowy Krzyż Zasługi
- Srebrny Medal „Za zasługi dla obronności kraju”
- Brązowy Medal „Za zasługi dla obronności kraju”
- Medal 40-lecia Polski Ludowej
- Medal Zwycięstwa i Wolności 1945
- Honorowa Odznaka Jubileuszowa GOT
- Honorowa Odznaka „zasłużony Działacz Federacji Wychowania Fizycznego, Sportu i Turystyki”
- Honorowy Dysk WKKFiT
- Medal Honorowy 100-lecia Turystyki
- Medal 50-lecia PTTK „Za wybitne zasługi dla PTTK”
- Tytuł Honorowego Członka PTTK (1993)
- Odznaka Honorowa Miasta Poznania
- Odznaka honorowa „Za Zasługi w Rozwoju Województwa Poznańskiego”
- Odznaka Przyjaciela Szkoły
- Odznaka „25 lat w PTTK”
- Odznaka „100-lecie Zorganizowanej Turystyki w Polsce”
- Odznaka „Za Zasługi w Rozwoju Związkowej Kultury Fizycznej i Turystyki”
- Srebrna Honorowa Odznaka Stowarzyszenia Inżynierów i techników Komunikacji
- Srebrna Honorowa Odznaka TKKF
- Złota i Srebrna Odznaka Honorowa „Zasłużony Działacz ZZTiD”
- Srebrna i Złota Odznaka „Zasłużony Działacz Turystyki”
- Srebrna Odznaka Miłośników m. Poznania
- Złota Honorowa Odznaka PTTK
- Złota Odznaka Zasłużony w pracy PTTK wśród młodzieży